# Simeon ben Shetach
Simeón ben Shetach (en hebreo: שמעון בן שטח), alrededor de los años 120-40 antes de Cristo, fue un erudito fariseo y un Nasí del Sanedrín, durante los reinados de Alejandro Janeo (103-76 a. C.) y su sucesora, la Reina Salomé Alejandra (76-67 a. C.), que fue la hermana de Simeón. Por lo tanto, estaba estrechamente relacionado con la corte, disfrutando, al menos inicialmente, del favor de Alejandro Janeo. Aunque era rabino de profesión, se dice que la omisión de tal epíteto cuando se menciona en la literatura rabínica, atestigua su grandeza como sabio rabínico, que se clasifica junto con Hillel. La calle Shimon ben Shetach, ubicada en el centro de Jerusalén, lleva su nombre.

## Bajo el mandato de Alejandro Janeo
Durante el reinado de Alejandro Janeo, el Sanedrín consistía casi exclusivamente de saduceos; sin embargo, Simeón logró expulsar a algunos de los miembros saduceos y reemplazarlos por fariseos. Habiendo logrado esto, Simeón recordó de Alejandría, Egipto, a los fariseos que habían sido obligados a buscar refugio allí durante el reinado de Alejandro Janneo, entre estos fugitivos se encontraba Josué ben Perachya, el ex Nasi. Josué fue elegido presidente de nuevo, y Simeón asumió el cargo de vicepresidente. A la muerte de Josué, Simeón se convirtió en presidente y Judá ben Tabbai en vicepresidente. La actitud de Alejandro Janneo hacia los fariseos, sin embargo, pronto sufrió un cambio; y de nuevo se vieron obligados a huir, incluso el propio Simeón se vio obligado a esconderse. Por esta época, algunos enviados partos fueron a la corte de Alejandro y fueron invitados a la mesa del rey, donde notaron la ausencia de Simeón, de cuya sabiduría se habían beneficiado en visitas anteriores. Con la seguridad del rey de que no haría daño al fugitivo, la reina hizo que su hermano volviera a la corte. Al volver a aparecer, Simeón tomó su lugar entre la pareja real con una muestra de autoconciencia que sorprendió al rey; a continuación, Simeón comentó: "La sabiduría a la que sirvo me otorga el mismo rango que a los reyes".
Durante el mandato de Simeón ben Shetach como jefe del Sanedrín, el tribunal dejó de imponer multas en las demandas monetarias (en hebreo: dinei mamonot) según lo prescrito en la Ley de Moisés. Fue también durante su mandato que promulgó la regla de conducta que un rey[israelita] no debe juzgar, ni los hombres deben juzgarlo, a causa de un incidente que ocurrió con uno de los sirvientes del rey Janeo que había cometido un asesinato.

## Bajo el mandato de la Reina Salomé Alejandra
Después de que Simeón regresó, disfrutó del favor del rey. A la muerte del rey, la reina Alejandra sucedió al gobierno; y Simeón y su partido, los fariseos, obtuvieron gran influencia. Junto con su colega, Judá ben Tabbai, Simeón comenzó a reemplazar las enseñanzas saduceas y a restablecer la autoridad de la interpretación farisaica de la Torá. Por eso se le llama "el restaurador de la Ley", que "ha devuelto a la corona de la ciencia su antiguo esplendor". Simeón descartó el código penal que los saduceos habían introducido como complemento al código bíblico; y casi todas las enseñanzas y principios introducidos por él van en contra de la interpretación saduceante de la Ley. De las promulgaciones de Simeón, dos fueron de especial importancia. Una de ellas consistía en la restricción de los divorcios, que entonces eran frecuentes. Simeón arregló que el marido pudiera usar el regalo de matrimonio prescrito (ketubah) en su negocio, pero que toda su fortuna debía ser considerada responsable por ello. En la medida en que un marido de escasos recursos no podía permitirse el lujo de retirar una suma de dinero de su negocio, el fallo de Simeón tendía a controlar los divorcios apresurados. El otro acto importante se refería a la instrucción de los jóvenes.

## Fundación de escuelas populares
Hasta la época de Simeón no había escuelas en Judea, y la instrucción de los niños se dejaba, según los preceptos bíblicos, a los padres. Simeón ordenó que se establecieran yeshivas en las ciudades más grandes, en las que los jóvenes pudieran recibir la instrucción de las Sagradas Escrituras así como el conocimiento tradicional de la Ley.

## Caza de brujas y muerte de su hijo
En un caso significativo de caza de brujas, en un solo día la corte de Simeon ben Shetach condenó a muerte a ochenta mujeres en Ascalón que habían sido acusadas de brujería. Los familiares de estas mujeres, llenos de un deseo de venganza, presentaron falso testimonio contra el hijo de Simeón, a quien acusaron de un delito que implicaba la pena capital; y como resultado de este cargo fue condenado a muerte. Mientras se dirigían al lugar de la ejecución, los testigos se retractaron de su testimonio. A continuación, se procedió a la ejecución.

## Imparcialidad
La justicia de Simeón hacia los no judíos (goyim) queda ilustrada por la siguiente narrativa: Simeón vivía en un ambiente humilde, manteniéndose a sí mismo y a su familia dirigiendo un pequeño negocio textil de prendas de lino. Una vez sus alumnos le regalaron un burro que habían comprado a un mercader gentil. Usando una fórmula legal prescrita por el Talmud, dijeron al comerciante gentil: 
"Cuando te paguemos, este burro y todo lo que hay en él será nuestro".
Después de recibir el regalo, Simeón examinó al animal de tiro, y descubrió una joya costosa. Los estudiantes le dijeron alegremente a su maestro que ahora podría dejar de trabajar, ya que las ganancias de la joya le harían rico; la fórmula legal de la venta significaba que la joya era ahora de su propiedad. Simeón, sin embargo, respondió que aunque la letra de la ley decía que tenían razón, estaba claro que el vendedor no tenía la intención de vender la joya junto con el animal. Simeón devolvió la gema al mercader, el cual exclamó: 
"¡Alabado sea el Dios de Simeón ben Shetach!"